# Krebs+Kiefer

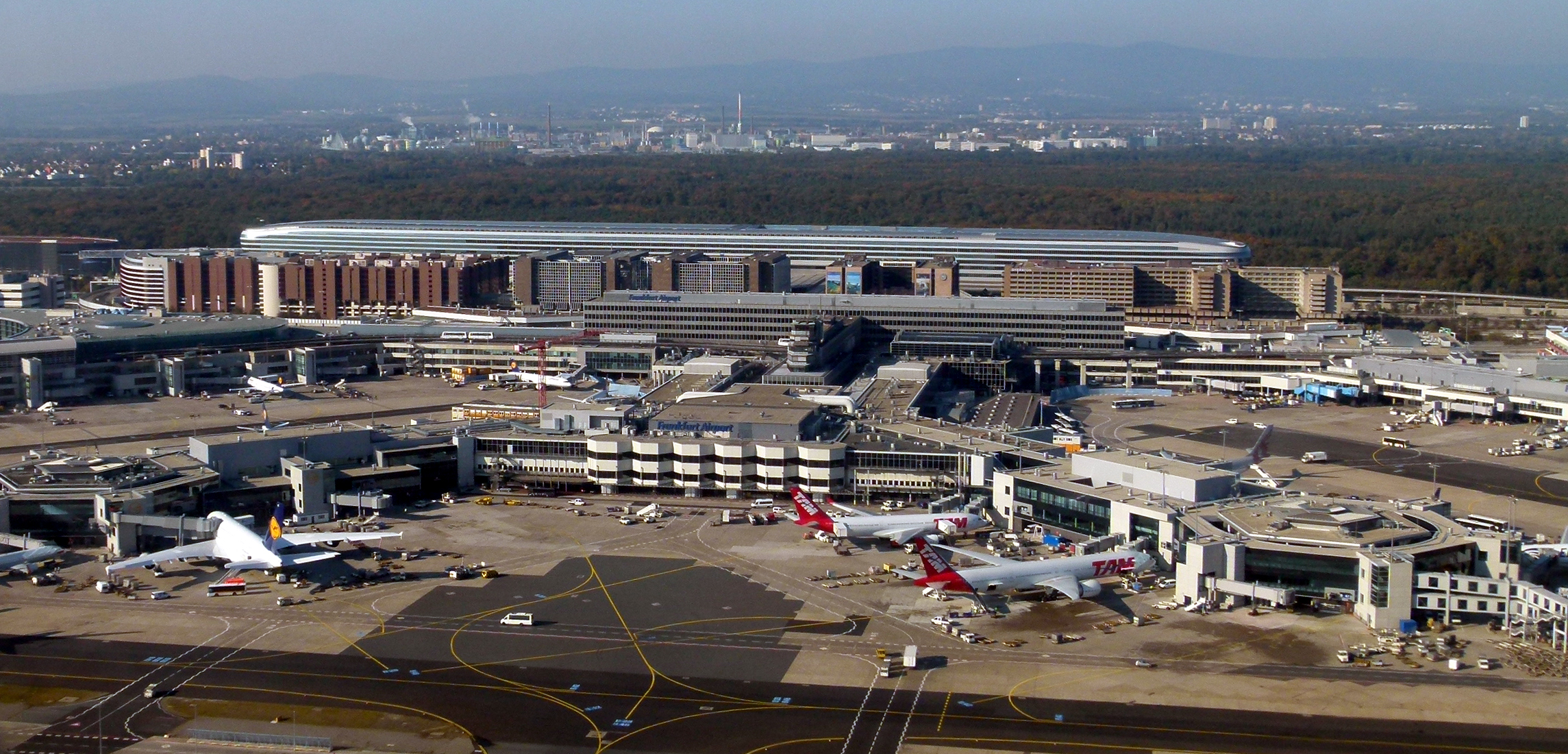
Flughafen Frankfurt Main

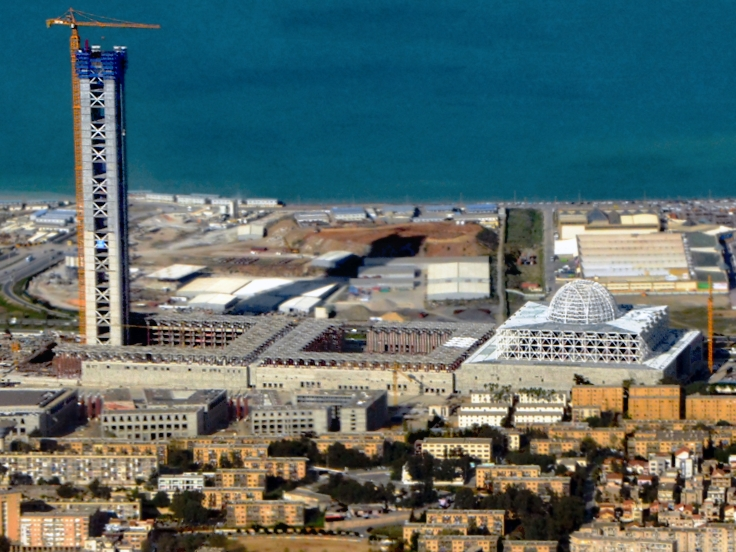
Große Moschee von Algier

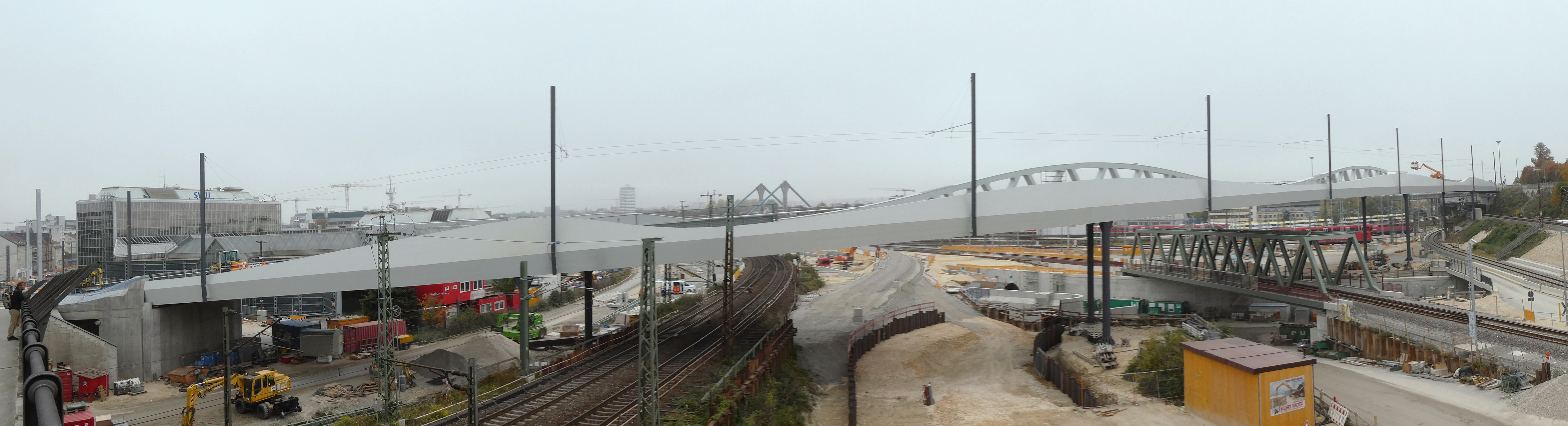
Kienlesbergbrücke in Ulm

Krebs+Kiefer (Eigenschreibweise KREBS+KIEFER) ist ein deutsches Ingenieurbüro aus Darmstadt.

## Geschichte
Die Wurzeln des Unternehmens liegen in der Ausgründung eines Ingenieurbüros im Jahr 1950 aus dem Lehrstuhl für Massivbau der Technischen Hochschule Darmstadt.
In den 1950er Jahren wurde Albert Krebs (* 1932) Mitarbeiter des Ingenieurbüros und 1965 Partner. Ein sehr großes Projekt war der Bau des Flughafenterminals 1 am Flughafen Frankfurt Main, das für Beachtung und Expansion sorgte und eng mit dem Namen Gerhard Kiefer (1934–2005) verknüpft ist, der 1971 Partner wurde. Damit war 1973 das Ingenieurbüro Krebs+Kiefer gegründet.
In den 1980er Jahren wurde das Büro interdisziplinär tätig und überregional; es wurden Zweigstellen 1987 in Karlsruhe und 1990 in Berlin gegründet.
1991 erhielt Krebs+Kiefer den Auftrag zur Planung der rund 100 Kilometer langen Neubaustrecke Erfurt–Leipzig/Halle mit Brücken und Tunneln.
Ab 2000 betreute Krebs+Kiefer mit über 350 Mitarbeitenden an 14 Standorten verstärkt Projekte im europäischen Ausland, den Arabischen Staaten sowie in Asien, Afrika und Osteuropa, dabei sind Stadionbauten, internationale Projektmanagementaufgaben und Planungen für große Infrastrukturbauvorhaben. Ein Höhepunkt ist das 170 Meter hohe Schiffshebewerk am Jangtse in China.
2021 beschäftigt Krebs+Kiefer mehr als 800 Personen an 17 Standorten und plant internationale Großprojekte, wie die Große Moschee von Algier. Spezial-Know-how besteht durch das bis 2025 zu Krebs+Kiefer gehörige Unternehmen IRS Stahlwasserbau Consulting AG im Stahlwasserbau und Maschinenbau, sowie im Bereich technische Ausrüstung (Oberleitungsanlagen – Unterwerksgebäude) für Fern- und Nahverkehr durch BPS rail GmbH.
Seit Ende 2021 ist Krebs+Kiefer Teil der Dorsch Europe, einem Ingenieurdienstleister in Europa mit rund 1500 Mitarbeitern an 26 Standorten; die weltweit agierende Dorsch Global hat 7500 Mitarbeiter in mehr als 60 Ländern.
Das Leistungsspektrum der Unternehmensgruppe umfasst die Planung und Beratung in den Geschäftsbereichen Hochbau, Verkehrswegebau mit Schiene, Straße und Flugverkehr, Wasser und Umwelt sowie Energieversorgungsinfrastruktur.

## Projekte (Auswahl)
- Flughafenterminal 1 am Flughafen Frankfurt Main, Fertigstellung 1985
- ICE-Strecke, Planungsbeginn 1991
- Schiffshebewerk am Jangtse, Fertigstellung 2016
- Große Moschee von Algier, Fertigstellung 2019
- Kienlesbergbrücke, Ulm, Baubeginn 2014